# Jiří Bouška
Jiří Bouška (30 de diciembre de 1979) es un deportista checo que compitió en ciclismo adaptado en las modalidades de ruta y pista. Ganó cinco medallas en los Juegos Paralímpicos de Verano entre los años 2004 y 2012.

## Palmarés internacional
| Juegos Paralímpicos | Juegos Paralímpicos | Juegos Paralímpicos | Juegos Paralímpicos               |
| Año                 | Lugar               | Medalla             | Prueba                            |
| ------------------- | ------------------- | ------------------- | --------------------------------- |
| 2004                | Atenas (Grecia)     | Medalla de bronce   | 1 km contrarreloj CP3/4           |
| 2004                | Atenas (Grecia)     | Medalla de bronce   | Persecución individual CP4        |
| 2008                | Pekín (China)       | Medalla de plata    | 1 km contrarreloj CP4             |
| 2008                | Pekín (China)       | Medalla de bronce   | Velocidad por equipos LC1-4 CP3/4 |

| Juegos Paralímpicos | Juegos Paralímpicos   | Juegos Paralímpicos | Juegos Paralímpicos |
| Año                 | Lugar                 | Medalla             | Prueba              |
| ------------------- | --------------------- | ------------------- | ------------------- |
| 2012                | Londres (Reino Unido) | Medalla de bronce   | Contrarreloj C4     |